# Thibaut de Dampierre
Thibaut de Dampierre (né vers 1050, † vers 1107) est seigneur de Dampierre, de Saint-Dizier, de Moëslains et de Saint-Just à la fin du XIe siècle et au début du XIIe siècle. Il est le fils de Vitier de Moëslains, seigneur de Dampierre, et de Marie de Saint-Just.

## Biographie
Il ajoute aux domaines paternels de Dampierre, Saint-Dizier et de Moëslains la seigneurie de Saint-Just qui était de l'apanage de sa mère.
En tant que seigneur de Saint-Just , il devient pair de l’évêché de Troyes (également appelé baron de la crosse) et il doit probablement assister aux sacres des évêques de Troyes.
Il réalise un mariage prestigieux en épousant Élisabeth de Montlhéry, fille de Milon Ier dit le Grand, seigneur de Montlhéry, et de Lithuise de Soissons. La maison de Montlhéry est en effet issue d'un branche cadette de la maison de Montmorency, un des plus illustres de la noblesse française. De plus, son épouse lui apporte la vicomté de Troyes, ce qui fait de lui un personnage important du comté de Champagne.

## Mariage et enfants
Vers 1090, il épouse Élisabeth de Montlhéry, fille de Milon Ier dit le Grand, seigneur de Montlhéry, et de Lithuise de Soissons, vicomtesse de Troyes, dont il a au moins cinq enfants :
- Guy de Dampierre († en 1151), qui succède à son père ;
- Eudes de Dampierre († après 1136) ;
- une fille mariée à un chevalier nommé Geoffroy ;
- d'autres enfants cités (mais non nommés) dans une charte de 1107/1108.

## Confusion historique
Certains historiens du XIXe siècle font état d'un Thibaut Ier de Dampierre comme père d'un Thibaut II de Dampierre, mais c'est très certainement d'une erreur et il s'agit très certainement d'une seule et même personne.